# Corps de Ballet

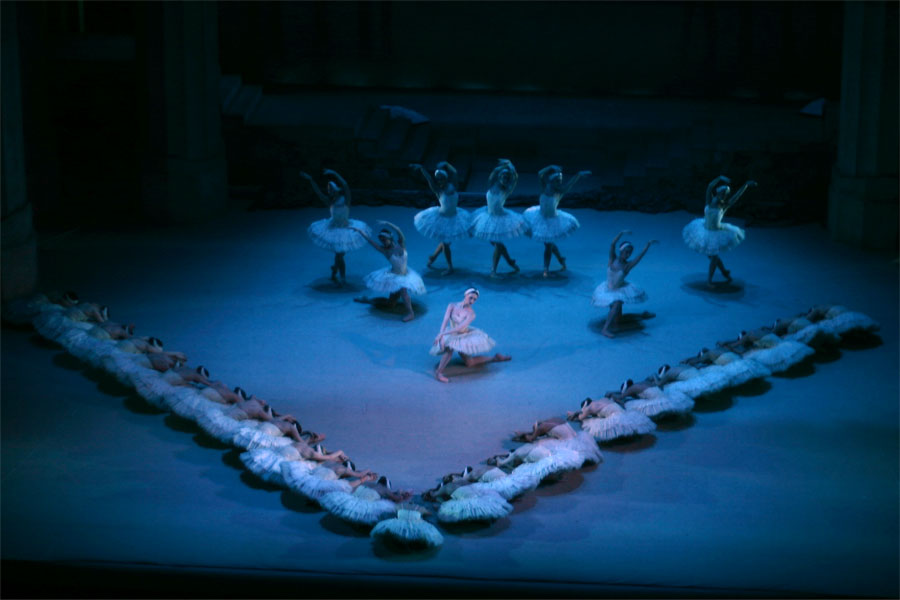
Corps de Ballet der Wiener Staatsoper

Das Corps de Ballet ([kɔʀdəbalɛ] französisch „Einheit, Gruppe im Ballett“) ist ein Ensemble von Tänzerinnen und Tänzern an einem Theater, das chorische Aufgaben erfüllt, im Unterschied zu den Solisten, die etwa Pas de deux tanzen. – Im weiteren Sinne wird der Begriff auch für Ballettkompanien verwendet und schließt dann alle Angehörigen der Kompanie mit ein.

## Geschichte
Der Bühnentanz hat sich aus dem Gesellschaftstanz entwickelt, der zur Allgemeinbildung gehörte, und erst im 18. Jahrhundert allmählich von ihm abgelöst. Daher sind tänzerische Ensembles auch noch in späteren Balletten ein Abbild der tanzenden Hofgesellschaft.
Dass ein Corps de Ballet ausschließlich tanzt und nicht weitere (sängerische oder sprecherische) chorische Aufgaben erfüllt, ist in der Theatergeschichte relativ neu. Im 18. Jahrhundert, etwa in den Ballettopern (opéra-ballet) von Jean Philippe Rameau, gibt es noch häufig zugleich singende und tanzende Chöre. In gewisser Weise hat sich diese Tradition über die Operette hinweg bis zum modernen Musical erhalten. Bis zum ersten Drittel des 19. Jahrhunderts waren solche Aufgaben häufig von den übrigen Mitgliedern des Theaters, z. B. Schauspielern, erfüllt worden und setzten noch keine hoch entwickelten tänzerischen Fähigkeiten voraus. Der Komponist Richard Wagner hatte in seinem Vertrag als Chordirigent am Theater Würzburg 1833 noch die Verpflichtung, im Ballett auf der Bühne mitzuwirken.
Aus der Oper hat sich das Ballett seit Beginn des 19. Jahrhunderts zunehmend verselbständigt. Seitdem dann der Spitzentanz zur grundlegenden Technik geworden war, brauchte es für chorische Aufgaben im Ballett spezialisierte Tänzerinnen und Tänzer. Seither finden Ballette oft im selben Haus wie die Opern statt, sind aber von den Opern getrennt. Das „klassische“ Corps de Ballet, das im Hintergrund der Solisten agiert, entspricht in etwa dem professionellen Opernchor in der Oper. Während Ballettensembles am Ende des 18. Jahrhunderts noch als Chöre bezeichnet wurden, bekamen sie im 19. Jahrhundert, ausgehend von der Pariser Oper, den Namen corps de ballet.
Im klassischen Ballett etwa seit Giselle (1841) werden synchrone Bewegungen in symmetrischen Gruppen vom Corps de Ballet gefordert (vgl. etwa Tableaux vivants): Harmonie in technischer Perfektion. Nicht abwegig ist der Anklang an das militärische Korps des 19. Jahrhunderts: eine perfekt organisierte und disziplinierte, aufeinander eingespielte Gruppe.
Oft ist das Corps de Ballet hierarchisch nach Funktionen gegliedert, an der Pariser Oper etwa in quadrilles, coryphées und sujets. An der Wiener Oper gibt es die Aufteilung in Tänzer und Mimiker. Häufiger als Opernchoristen führen die Tänzerinnen und Tänzer des Corps de Ballet auch solistische Aufgaben aus. Ein Aufstieg aus dem Corps de Ballet zum Solisten war in der Zeit, als die Tänzerkarrieren schon im Kindesalter begannen, der normale Weg und ist auch heute noch möglich.
Seit dem 20. Jahrhundert ist die hochprofessionelle Unterordnung und Gleichschaltung des Corps de Ballet häufig in Frage gestellt worden. Seine Anonymität erschien oft im Widerspruch zur künstlerischen Individualität. Häufig sind ihm deshalb individualisierte Aufgaben übertragen und der Abstand zu den Solisten verringert worden. Die tänzerischen Gruppen im modernen Tanztheater sind oftmals extreme Gegenentwürfe zu den klassischen Aufgaben des Corps de Ballet.